# ジェネンテック
ジェネンテック inc (Genentech inc.) は、アメリカ合衆国カリフォルニア州のサウスサンフランシスコに本社を置くバイオベンチャー企業のパイオニアである。バイオベンチャーとしてはアムジェンに次ぐ世界二位の売上規模を誇り、日本最大の製薬会社である武田薬品工業を上回る。1990年からロシュ傘下にあったが、2009年に総額468億ドルで完全子会社化された（2002年に中外製薬もロシュ傘下になった）。

## 研究
ジェネンテックは、革新を作るために科学を中心にする研究開発型企業である。分子生物学、タンパク質化学、バイオインフォマティクス、生理学等、幅広い分野から、1,100人以上の研究者やポスドクを雇用している。ジェネンテックの科学者たちは現在、腫瘍学、免疫学、組織の成長と修復、神経科学、感染症の5疾患に集中して取り組んでいる。また、ジェネンテックの最近の採用や買収は、微生物学および医療用画像で拡大している。カリフォルニア州オーシャンサイドにある小さな開発グループを除いて、ジェネンテックの研究施設は、サウスサンフランシスコのキャンパスとカリフォルニア州ディクソンの施設に位置している。

## 施設
ジェネンテックの本社は、サウスサンフランシスコにあり、カリフォルニア州のヴァカヴィルとオーシャンサイドに製造施設がある。2006年3月17日に、ジェネンテックは、2010年までに操業を開始する予定されているオレゴン州ヒルズボロ（オレゴン州ポートランドの近く）で、新しい流通センター付きのフィル/フィニッシュ製造施設を建設する決定を発表した。2006年12月、ジェネンテックはスペインのオ・ポリーニョにある施設をロンザに売却し、シンガポールで建設中のロンザの哺乳動物細胞培養の製造施設を購入する排他的権利を取得した。2007年6月、ジェネンテックはLUCENTISの世界生産（ラニビズマブ注射）バルク原薬のため、シンガポールに大腸菌の製造設備の建設と発展を始めた。

## 製品
- 1982年　ヒト組み換えインスリン
- 1985年　Protropin (somatrem)－成長ホルモン（2004年製造中止）
- 1987年　Activase (alteplase)－ヒト組み換え組織プラスミノーゲン活性化因子
- 1990年　Actimmune（インターフェロンγ 1b）
- 1993年　Nutropin（ヒト組み換え成長ホルモン）
- 1993年　Pulmozyme (dornaseα)−嚢胞性線維症の小児や若年成人用の吸入治療
- 1997年　Rituxan（リツキシマブ）−非ホジキンリンパ腫の特定の種類の治療。2006年には、また関節リウマチのために承認された。
- 1998年　Herceptin（トラスツズマブ）−腫瘍を過剰発現するHER2遺伝子をお持ちの転移性乳癌患者用の治療
- 2000年　TNKase（テネクテプレイズ）−急性心筋梗塞
- 2003年　Xolair（オマリズマブ）−中等度から重度の持続性喘息用の皮下注射
- 2003年　Raptiva（エフェリズマブ）−乾癬の開発につながるT細胞の活性化と再活性化をブロックするように設計された抗体
- 2004年　Avastin（ベバシズマブ）−結腸または直腸の転移性癌の治療のための抗VEGFモノクローナル抗体
- 2004年　Tarceva（エルロチニブ）−局所進行性や転移性の非小細胞肺癌または膵臓癌の治療
- 2006年　Lucentis（ラニビズマブ）−新生血管（ウェット）加齢黄斑変性症の治療
- 2010年　Actemra（トシリズマブ）−関節リウマチの治療
- 2012年　Erivedge（ヴィズモデギブ）−高度な基底細胞癌の治療
- 2012年　PERJETA（ペルトゥズマブ）−以前に未治療のHER2陽性転移性乳癌患者の治療のためにHerceptinとドセタキセル化学療法との併用で使用
- 2013年　Kadcyla (トラスツズマブエムタンン) −ハーセプチン（トラスツズマブ）およびタキサン系抗癌剤による前治療を受けたHER2陽性乳癌患者の治療。Kadcylaは、抗HER2薬であるトラスツズマブに癌細胞の成長を阻害するDM1という薬物を結合したものである。
- 2013年　Gazyva (オビヌツズマブ) −未治療慢性リンパ性白血病（CLL）患者の治療

現在のプロジェクト：DR6ブロッキングや抗N-APPのモノクローナル抗体を利用する早期アルツハイマー病における神経破壊の進行を遅延させる潜在的な治療法

## リンク
- ジェネンテック